# Chiesa di Santa Maria (Scarlino)
La chiesa di Santa Maria è un edificio situato a Scarlino. La sua ubicazione è lungo via Generale Carlo Citerni, non lontano dalla chiesa di San Donato.

## Storia
L'edificio religioso sorse come pieve in epoca medievale, più precisamente nella seconda metà del Duecento, risultando iscritto nel registro delle decime a partire dall'anno 1277.
Il luogo ci culto rimase in funzione per circa mezzo millennio, venendo soppresso nella seconda metà del Settecento, epoca in cui venne poi trasformato con cambio di destinazione d'uso. Sul finire del medesimo secolo ospitò il teatro locale, prima di essere trasformato in abitazione nei primi anni dell'Ottocento.
Durante il secolo scorso furono effettuati lavori di ristrutturazione che hanno in parte alterato l'originario aspetto medievale.

## Descrizione
L'ex chiesa di Santa Maria si presenta come un edificio di tipo abitativo, nel cui paramento murario esterno è possibile riconoscere alcuni elementi che testimoniano le originarie funzioni religiose a cui era adibita la struttura architettonica.
Al centro di ciò che resta della facciata anteriore è visibile un arco a tutto sesto tra il rivestimento in pietra, che delimitava in alto l'originario portale d'ingresso, al cui posto è presente un portone posticcio di forma rettangolare sovrastato da una finestra.
La suddivisione del fabbricato su due livelli è avvenuta durante i lavori di ristrutturazione effettuati tra gli anni sessanta ed ottanta del secolo scorso.